# Береговая охрана Греции
Береговая охрана Греции (греч. Λιμενικό Σώμα − Ελληνική Ακτοφυλακή, ΛΣ-ΕΛΑΚΤ) — греческая военизированная служба береговой охраны, участник европейского агентства Frontex. В её функции также входят поисково-спасательные работы на море. Службой командует комендант в звании вице-адмирала. Подчиняется министерству морского флота и островной политики Греции.

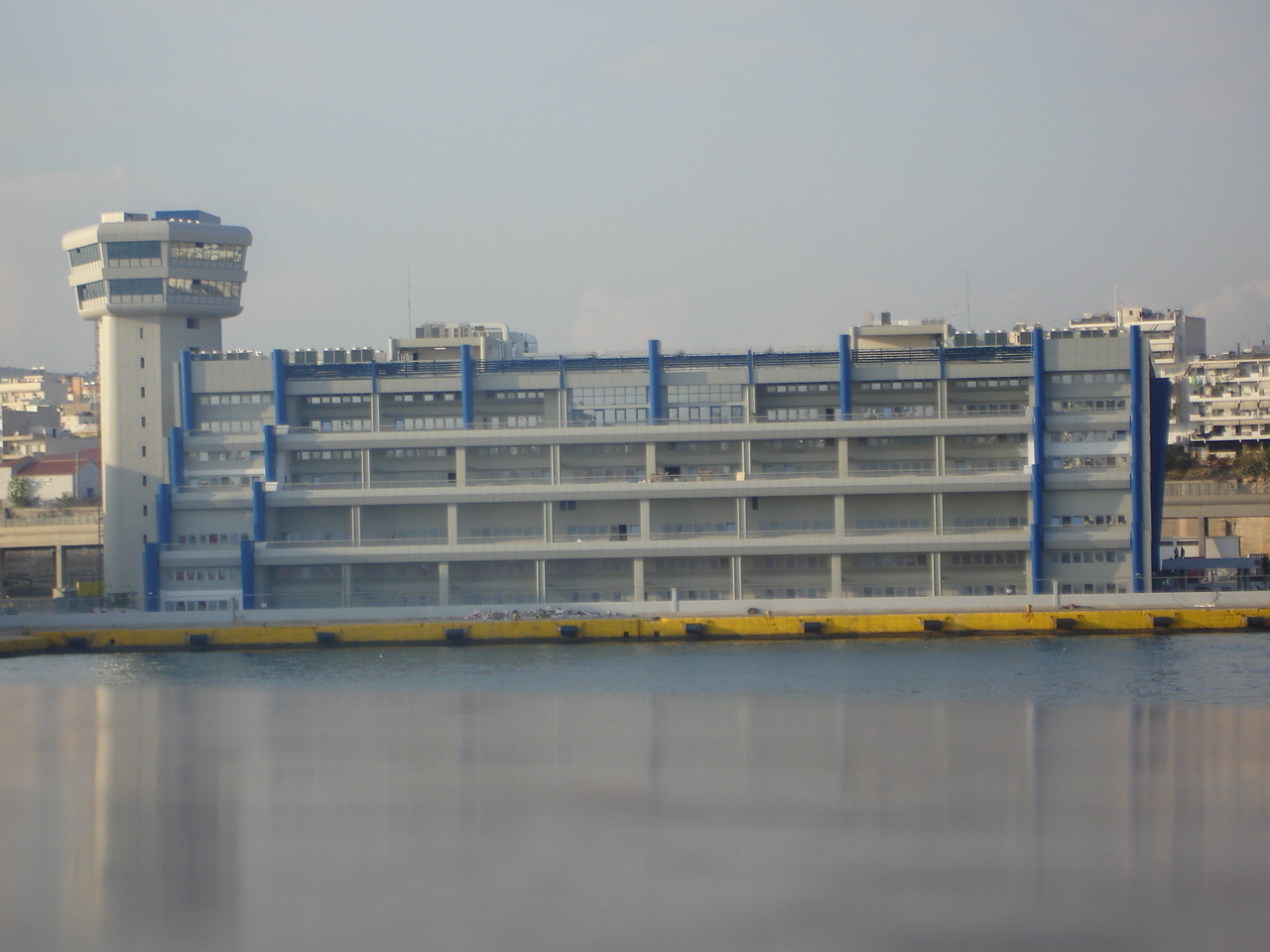
Штаб-квартира Береговой охраны Греции в Пирее

Создана в 1919 году. Из состава Военно-морских сил Греции в Береговую охрану были переведены 66 офицеров.
Звания офицеров, сержантов и матросов те же, что у Военно-морских сил Греции. Знаки различия аналогичны, отличие в изображении двух скрещённых якорей.

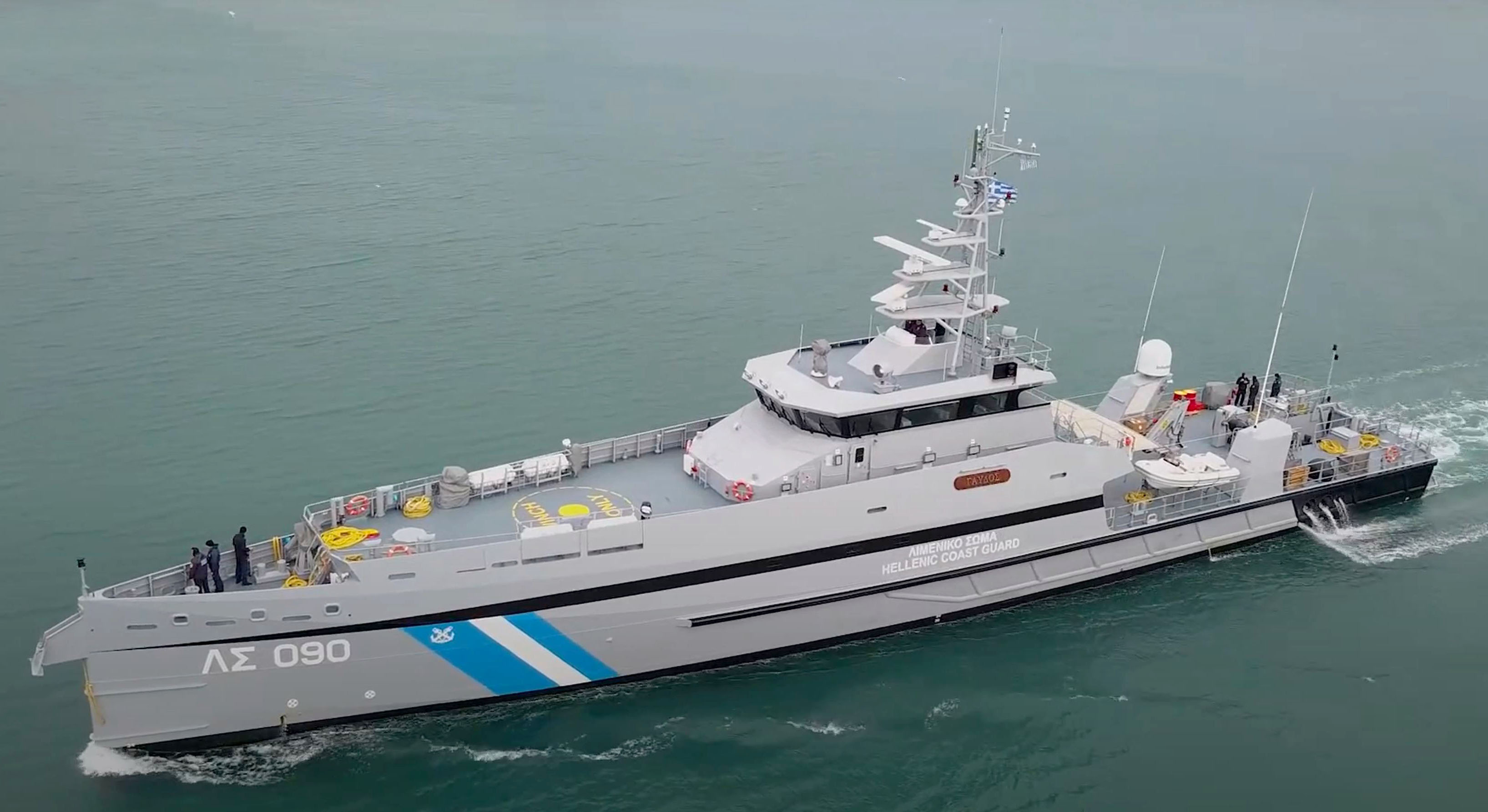
Катер ΛΣ 090

Накануне летних Олимпийских игр 2004 года в Афинах, Береговая охрана Греции приобрела у Израиля 3 ракетных катера типа «Саар-4,5», получивших обозначения ΛΣ 060, ΛΣ 070 и ΛΣ 080. Европейский фонд External Borders Fund (EBF) профинансировал приобретение в 2015 году у нидерландской компании Damen Group катера типа 5509, получившего обозначение ΛΣ 090. На рубеже 2010—2020-х годов у итальянской верфи Cantiere Navale Vittoria приобретены 4 катера типа FPV355, получивших обозначения ΛΣ 900, ΛΣ 910, ΛΣ 920 и ΛΣ 930. В это же время у итальянской верфи FB Design приобретены 15 катеров типа FB 56, спроектированных Фабио Буцци. В 2015 году поставлены два катера типа POB-24, построенные на верфи Montmontaža в хорватском городе Вела-Лука.